# Rita Paul
Rita Brigitte Paul (Berlijn, 2 december 1928 – aldaar, 27 maart 2021) was een Duitse zangeres, actrice en cabaretière.

## Biografie
Rita Paul behoorde tot de meest succesvolle schlagerzangeressen van de jaren 1950, nadat Walter Jenson haar  in 1945 had ontdekt in de Crusader Club in Hamburg. Vaak trad ze samen op met Bully Buhlan. Daarnaast werkte ze mee aan enkele speelfilms, waarin ze vaak ook zong. Als lid van Die Insulaner maakte ze bovendien naam als cabaretière. Met de opkomst van de rock-'n-roll raakte Pauls carrière aan het eind van het decennium in het slop. Ze trouwde met een wetenschapper en verhuisde met naar de Verenigde Staten, waar ze zich bezig hield als huisvrouw en moeder. Tijdens deze periode werkte ze zeker mee in drie Amerikaanse speelfilms en nam ze ook enkele platen op.
Na haar terugkeer probeerde ze om haar carrière in Duitsland te weer op te pakken, maar ze kon haar eerdere successen niet meer evenaren. In de misdaad- en Heimatfilm Wenn die Heide blüht (1960) was ze te zien als partner van Joachim Hansen. Tot in de jaren 1980 trad ze nog op in diverse nostalgische programma's op de televisie, daarna trok ze zich terug uit het openbare leven.

## Privéleven
Ze leed na haar carrière een teruggetrokken leven in Berlijn en overleed in een rusthuis op 92-jarige leeftijd.

## Discografie
- 1951: Ich zähl mir's an den Knöpfen ab
- 1952: Spiel mir eine alte Melodie
- ????: Mäcki-Boogie (met Bully Buhlan en het RIAS Tanzorchester o.l.v. Werner Müller)
- 1950: Bobby, back' einen Kuchen (met het RIAS Tanzorchester o.l.v. Werner Müller)
- 1962: La Luna Romantica

## Filmografie
- 1948: Berliner Ballade
- 1950: Skandal in der Botschaft
- 1952: Heimweh nach Dir
- 1952: Tanzende Sterne
- 1953: Schlagerparade
- 1953: Das singende Hotel
- 1955: Die Drei von der Tankstelle
- 1955: Mein Leopold
- 1957: Under Fire
- 1958: Fräulein
- 1960: Wenn die Heide blüht
- 1961: Berliner Bilderbogen (tv-serie)
- 1962: Die Insulaner (tv-film)

- Gemeinsame Normdatei: 134613929
- International Standard Name Identifier: 0000 0003 8190 5364
- Library of Congress Control Number: no2007141782
- MusicBrainz: 546de148-07b4-45cd-accc-6786eb306c4a
- Virtual International Authority File: 263480722
- WorldCat: E39PBJkxJCBYPPFfbTp8cMYdcP